# صوليب
صوليب هي مدينة قديمة في النوبة، في السودان الحالي. يقع الموقع شمال الشلال الثالث لنهر النيل على الجانب الغربي من النيل. اكتشفه ووصفه كارل ريتشارد ليبسيوس في عام 1844.

## مقبرة
صوليب هي أيضًا موقع مقبرة شاسعة بها مصليات صغيرة للمقابر مزينة بالأهرامات. تعود أقدم المقابر الملكية إلى الأسرة المصرية الثامنة عشر، بينما ينتمي بعضها إلى حقبة الرعامسة والمروية.

## فترة العمارنة
خلال فترة العمارنة (منتصف الأسرة الثامنة عشر)، حضر العديد من الملوك المصريين (الذين كانوا يحكمون جزء كبير من السودان) إلى صوليب، مثل أمنحتب الثالث، وأخناتون، وتوت عنخ آمون، وآي.

### أمنحتب الثالث
أسس هنا أمنحتب الثالث معبد كبير مصنوع من الحجر الرملي. إنه المعبد الجنوبي المعروف حاليًا ببنائه من قبل هذا الملك. تم تكريس المعبد للإله آمون رع وللملك المصور بأبواق الكبش. قد يكون المهندس المعماري أمنحتب بن حابو.
في سيدينجا، قام أمنحتب الثالث ببناء معبد مصاحب للملكة تي كمظهر من مظاهر عين رع.
وقفت ما يسمى بـ أسود برودو في الأصل كشخصيات حراسة في هذا المعبد المدرج باسم أمنحتب الثالث. يصورون لبؤة، كرموز لسخمت، إله رئيسي كان يحمي ملوك مصر القديمة.

### أخناتون
في عهد أخناتون، ظهر في البداية وهو يعبد والده وآمين في المعبد. ولكن لاحقًا أعاد تكريس الهيكل لآتون.

### توت عنخ آمون
في عهد توت عنخ آمون، تم عكس الإصلاحات الدينية لوالده أخناتون وأعيد تخصيص المعبد لآمن رع. أنهى الأسد الجرانيتي الثاني ونقش اسمه على أسود برودو.

### آي
في عهد آي، قام أيضًا بتسجيل اسمه على أسود برودو.